# Epistrophe aeka
Epistrophe aeka är en tvåvingeart som beskrevs av Arika Kimura 1989. Epistrophe aeka ingår i släktet brynblomflugor, och familjen blomflugor. Inga underarter finns listade i Catalogue of Life.